# The Rejuvenation of Aunt Mary
The Rejuvenation of Aunt Mary er en amerikansk stumfilm fra 1914 af Edward Dillon.

## Medvirkende
- Reggie Morris som Jack Denhan.
- Gertrude Bambrick som Betty Burnett.
- Kate Toncray som Mary.
- Dell Henderson.
- Dave Morris som Bennett.